# باسل السيد
باسل السيد ولد في 1987 وتوفي في 27 ديسمبر 2011، كان صحفي سوري ومصور فيديو يعمل في حمص، سوريا خلال الثورة السورية. وكان معروفا بشكل جيد لدى وسائل الإعلام بسبب تغطيته الإعلامية تحت ظروف خطيرة وفي وقت كانت فيه وسائل الإعلام الأجنبية ممنوعة في سوريا. وكان يلقبه سكان حمص بـ«صحفي الثورة».
ووفقا للجنة حماية الصحفيين، فإن باسل السيد هو ثاني صحفي يقتل خلال الثورة السورية. في ذلك الوقت كانت وسائل الإعلام الأجنبية ممنوعة في سوريا من قبل حكومة بشار الأسد.
قتل باسل السيد في يوم 27 ديسمبر 2011 بطلق ناري على رأسه بينما كان يحاول تصوير انتهاكات قوات الأمن التي كانت تطلق النار على المتظاهرين.